# Tavares Strachan
Tavares Henderson Strachan (* 1979 in Nassau, Bahamas) ist ein bahamischer Konzeptkünstler. Seine interdisziplinäre Praxis verbindet Kunst, Wissenschaft, Technik und Geschichte; wiederkehrende Themen sind Sichtbarkeit, kulturelles Gedächtnis und Kanonbildung. International bekannt wurde er unter anderem durch die Encyclopedia of Invisibility und ENOCH, einen 2018 gestarteten 3U‑Satelliten in Zusammenarbeit mit dem Los Angeles County Museum of Art (Wiedereintritt 2021). 2013 vertrat Strachan die Bahamas mit Polar Eclipse auf der 55. Kunstbiennale in Venedig; 2025 zeigte die Kunsthalle Mannheim die Ausstellung Supernovas. 2022 erhielt er ein MacArthur Fellowship.

## Leben und Ausbildung
Strachan wurde 1979 in Nassau auf den Bahamas geboren. Er erwarb 2003 den BFA an der Rhode Island School of Design und 2006 den MFA in Bildhauerei an der Yale University. Er arbeitet zwischen New York City und Nassau.

## Werk
Strachans Werk verknüpft künstlerische und wissenschaftliche Verfahren und thematisiert, welche Personen und Narrative in historischen Kanons sichtbar werden. Früh bekannt wurde The Distance Between What We Have and What We Want (2006), ein Projekt mit einem 2,5‑Tonnen‑Eisblock aus Alaska, das Fragen von Ort, Erinnerung und Technik verhandelt. Zu den Langzeitprojekten zählt die Encyclopedia of Invisibility, eine mehrbändige, über 3.000 Seiten umfassende Kompilation zu marginalisierten Personen, Ereignissen und Konzepten. Mit ENOCH entwickelte Strachan im Rahmen des Art+Technology Lab des LACMA einen 3U‑Satelliten, der am 3. Dezember 2018 auf einer Falcon‑9‑Mission gestartet, am 5. Dezember 2018 und 4. Januar 2019 erfolgreich kontaktiert und am 21. Dezember 2021 wieder in die Erdatmosphäre eintrat. Strachan bezieht sich in mehreren Arbeiten auf historische Figuren wie den Polarforscher Matthew Henson und den Astronauten Robert Henry Lawrence Jr., deren Leistungen in gängigen Narrativen lange unterrepräsentiert waren.

## Ausstellungen (Auswahl)
2013: Bahamas‑Pavillon, Polar Eclipse, 55. Biennale di Venezia (erste Teilnahme der Bahamas).
2014: Prospect.3 New Orleans.
2019: Teilnahme an der 58. Biennale di Venezia, Hauptausstellung May You Live in Interesting Times (Künstlerverzeichnis ASAC).
2025: Supernovas, Kunsthalle Mannheim (11. April – 24. August 2025).

## Rezeption
Zur Mannheimer Ausstellung erschienen deutschsprachige Rezensionen unter anderem in taz und Die Welt, die Strachans Fokus auf marginalisierte Historiografien sowie die Verbindung von Technik, Forschung und politischer Erinnerung hervorheben.

## Auszeichnungen
2008: Louis Comfort Tiffany Foundation Grant.
2014: LACMA Art + Technology Lab Artist Grant.
2022: MacArthur Fellowship.